# Гедеонов Степан Олександрович
Степан Олександрович Гедео́нов (рос. Степан Александрович Гедеонов; *1 червня 1816 р., м. Санкт-Петербург — †15 вересня 1878 р., м. Санкт-Петербург) — російський історик, драматург, мистецтвознавець. Перший директор Імператорського Ермітажу (з 1863 р.), директор Імператорських театрів (1867—1875 рр.). Гофмейстер, таємний радник.

## Біографія
Закінчив навчання в 1835 р. у Петербурзькому університеті зі ступенем кандидата університету, вступив на службу секретарем до президента Імператорської академії наук С. С. Уварова. У 1845 р. створив п'єсу «Смерть Ляпунова», поставлену в Олександринському театрі, що спочатку мала успіх (у перший сезон була поставлена 18 разів).

### Археологічна комісія в Римі
У 1848 р. був призначений помічником Г. П. Волконського, завідувачем археологічною комісією Академії мистецтв у м. Римі, заснованої «для віднайдення старожитностей». За посадою Гедеонов повинен був робити покупки старожитностей. У 1851 р. він придбав для Імператорського музею статуї Афродіти, Аполлона (зі стрілою в руці), Аполлона начебто флорентійського Аполіно і Луція Аврелія Комода. У тому ж році у венеціанського антикварія Санквіріно він купив статую дорійського ефеба та інші скульптурні твори. У 1859 р. були зроблені нові покупки, на що він витратив багато зусиль й грошей (наприклад, статуя Венери була куплена ним за 42 тисячі франків).
У 1861 р. був призначений завідувачем археологічною комісією та піклувальником над пансіонерами у Римі Імператорської Академії мистецтв. У тому ж році Гедеонову з великими труднощами вдалося придбати відому колекцію маркіза Кампана. Громадська думка та уряд Італії сильно протидіяли вивезенню скарбів з Італії, а з приводу придбання (за 310 тис. франків) «Мадонни Конестабілє» Рафаеля Санті заговорила вся європейська преса, і в італійський парламент був навіть направлений з цього приводу запит.

### Наукова діяльність
З нагоди придбання статуї архаїчної музи Гедеонов помістив в «Annales de l'institut archeologique, 1852» (стор. 42-85) вчене дослідження «Groupe de muses antiques decrit par E. Guedeonoff, avec planches», що з'явилося потім окремою брошурою. З нагоди придбання колекції Кампана склав брошуру, надруковану в м. Парижі: «Notice sur les objets d'art de la Galerie Campana a Rome acquis pour le musee imperial de l'Ermitage. Paris. Imprimerie Simon Bacon et compagnie, rue d'Erfurt», 1861, 8°.
Гедеонову належить невелике дослідження «Мертва дитина на дельфіні. Група з мармуру, приписувана Рафаелю» (додаток до XXI тому Записок Імператорської Академії наук, СПб., 1872 р.), в якому він доводить, виявляючи знайомство з багатьма іноземними джерелами, що ця група є справжня і належить дійсно Рафаелю. З цього приводу він вів полеміку у пресі з німцем Добертом і італійцем Дженералі.
13 грудня 1863 р. Степан Олександрович обраний почесним членом Імператорської Санкт-Петербурзької Академії Наук.
Особливо важливим є його дослідження «Варяги і Русь» (2 томи, СПб., 1876 р.). Цим питанням Гедеонов займався ще будучи в Італії, і уривки з його праці увійшли в 1862 р. у додаток до I—III томів «Записок Імператорської Академії Наук» під заголовком: Уривки з досліджень про варязьке питання. С. Гедеонов. I—XVI. З критичними зауваженнями Куніка. У повному вигляді праця вийшла через 14 років, звернувши на себе увагу вченого світу. У своєму дослідженні автор виступив рішучим противником норманізму. Займаючись питанням про варягів багато років (Гедеонов задумав свою роботу ще у 1846 році, але служба, подорож і слабкий зір завадили праці), він добре вивчив джерела та літературу й дійшов висновку, що варяги мали західнослов'янське походження, а Київська Русь — східнослов'янський народ. У своїй книзі автор піддав супротивників критиці, але визнавав, що його «протест проти уявно-норманського походження Русі» не розв'язав питання, що є давно спірним в історичній науці".
Особливо великого значення праці Гедеонова надавав норманіст М. П. Погодін, який вважав, що «норманська система, з часів Еверса, не мала такого сильного і небезпечного противника», як Гедеонов, і вважав його книгу «відмінною прикрасою нашої історико-критичної багатої літератури про походження варягів і Русі»; але, незважаючи на це, Погодін і раніше визнавав правильними основні положення норманської школи. Твір Гедеонова, забезпечений великою кількістю приміток (тлумачення подробиць), був удостоєний Академією наук Уваровської премії.
С. О. Гедеоновові іноді неправильно приписується участь у книзі «Опис Російської імперії в історичному, географічному та статистичному відносинах», однак там писав його брат Михайло Олександрович Гедеонов.